# سيسيرو هنت لويس
سيسيرو هنت لويس (بالإنجليزية: Cicero Hunt Lewis)‏ هو شخصية أعمال أمريكي، ولد في 22 ديسمبر 1826 في Cranbury, New Jersey ‏ في الولايات المتحدة، وتوفي في 5 يناير 1897 في بورتلاند في الولايات المتحدة.